# 毛尔尧伊·约瑟夫
毛尔尧伊·约瑟夫（匈牙利語：Marjai József，1923年12月8日—2014年5月7日）是匈牙利人民共和国外交官，曾任外交部副部长。

## 生平
1923年12月18日生于布达佩斯。1948年进入外交部工作。1956年至1959年担任匈牙利驻瑞士伯尔尼大使，1959年至1963年担任匈牙利驻捷克斯洛伐克大使，1966年至1970年担任匈牙利驻南斯拉夫贝尔格莱德大使。1970年至1973年为外交部副部长。1976年至1978年担任驻苏联莫斯科大使。从1976年到1989年10月7日一直是匈牙利社会主义工人党中央委员会成员。1978年4月至1988年10月5日担任匈牙利人民共和国部长会议副主席（副总理）。1987年12月16日至1988年10月担任商务部长。1988年10月退休。
1988年12月18日获授捷克斯洛伐克社会主义共和国友谊勋章。